# Powiat Bielski (Schlesien)
Der Powiat Bielski ist ein Powiat (Kreis) in der Woiwodschaft Schlesien in  Polen. Er hat eine Fläche von 457 km², auf der mehr als 165.000 Einwohner leben.

## Geografie
Der Powiat umschließt den Hauptort Bielsko-Biała, der ihm jedoch nicht angehört und kreisfrei bleibt. Nachbarpowiate sind, von Norden im Uhrzeigersinn, Pszczyna, Oświęcim und Wadowice, Żywiec sowie Cieszyn.

## Gemeinden
Der Powiat umfasst eine Stadtgemeinde, zwei Stadt-und-Land-Gemeinden und sieben Landgemeinden:
- Einwohnerzahlen vom 31. Dezember 2020[2]

### Stadtgemeinde
- Szczyrk (Schirk) – 5710

### Stadt-und-Land-Gemeinden
- Czechowice-Dziedzice (Czechowitz-Dzieditz) – 45.490
- Wilamowice (Wilmesau) – 17.794

### Landgemeinden
- Bestwina (Bestwin) – 11.950
- Buczkowice (Butschkowitz) – 11.226
- Jasienica (Heinzendorf) – 24.681
- Jaworze (Ernsdorf) – 7443
- Kozy (Seiffersdorf) – 13.091
- Porąbka (Porombka) – 15.581
- Wilkowice (Wolfsdorf) – 13.382

## Politik
Die Kreisverwaltung wird von einem Starosten geleitet. Seit 2009 ist dies Andrzej Płonka  (Wahlkomitee „Überparteilich – Familie Recht Gemeinschaft“).

### Kreistag
Der Kreistag besteht aus 29 Mitgliedern, die von der Bevölkerung gewählt werden. Die turnusmäßige Wahl 2024 brachte folgendes Ergebnis:
- Wahlkomitee „Überparteilich – Familie Recht Gemeinschaft“ 27,3 % der Stimmen, 9 Sitze
- Prawo i Sprawiedliwość (PiS) 25,6 % der Stimmen, 9 Sitze
- Koalicja Obywatelska (KO) 20,9 % der Stimmen, 7 Sitze
- Trzecia Droga (TD) 10,4 % der Stimmen, 1 Sitz
- Wahlkomitee der Vereinigung „Neue Initiative“ 9,7 % der Stimmen, 3 Sitze
- Unabhängige lokale Verwaltungen und Konfederacja 6,1 % der Stimmen, kein Sitz

Die turnusmäßige Wahl 2018 brachte folgendes Ergebnis:
- Wahlkomitee „Überparteilich – Familie Recht Gemeinschaft“ 32,6 % der Stimmen, 11 Sitze
- Prawo i Sprawiedliwość (PiS) 29,4 % der Stimmen, 9 Sitze
- Wahlkomitee der Vereinigung „Neue Initiative“ 23,6 % der Stimmen, 5 Sitze
- Polskie Stronnictwo Ludowe (PSL) 14,5 % der Stimmen, 4 Sitze